# Nandesari
Nandesari é uma vila no distrito de Vadodara, no estado indiano de Gujarat.

## Demografia
Segundo o censo de 2001, Nandesari tinha uma população de 7259 habitantes. Os indivíduos do sexo masculino constituem 53% da população e os do sexo feminino 47%. Nandesari tem uma taxa de literacia de 72%, superior à média nacional de 59,5%: a literacia no sexo masculino é de 80% e no sexo feminino é de 62%. Em Nandesari, 13% da população está abaixo dos 6 anos de idade.